# Crues de 2005 en Suisse

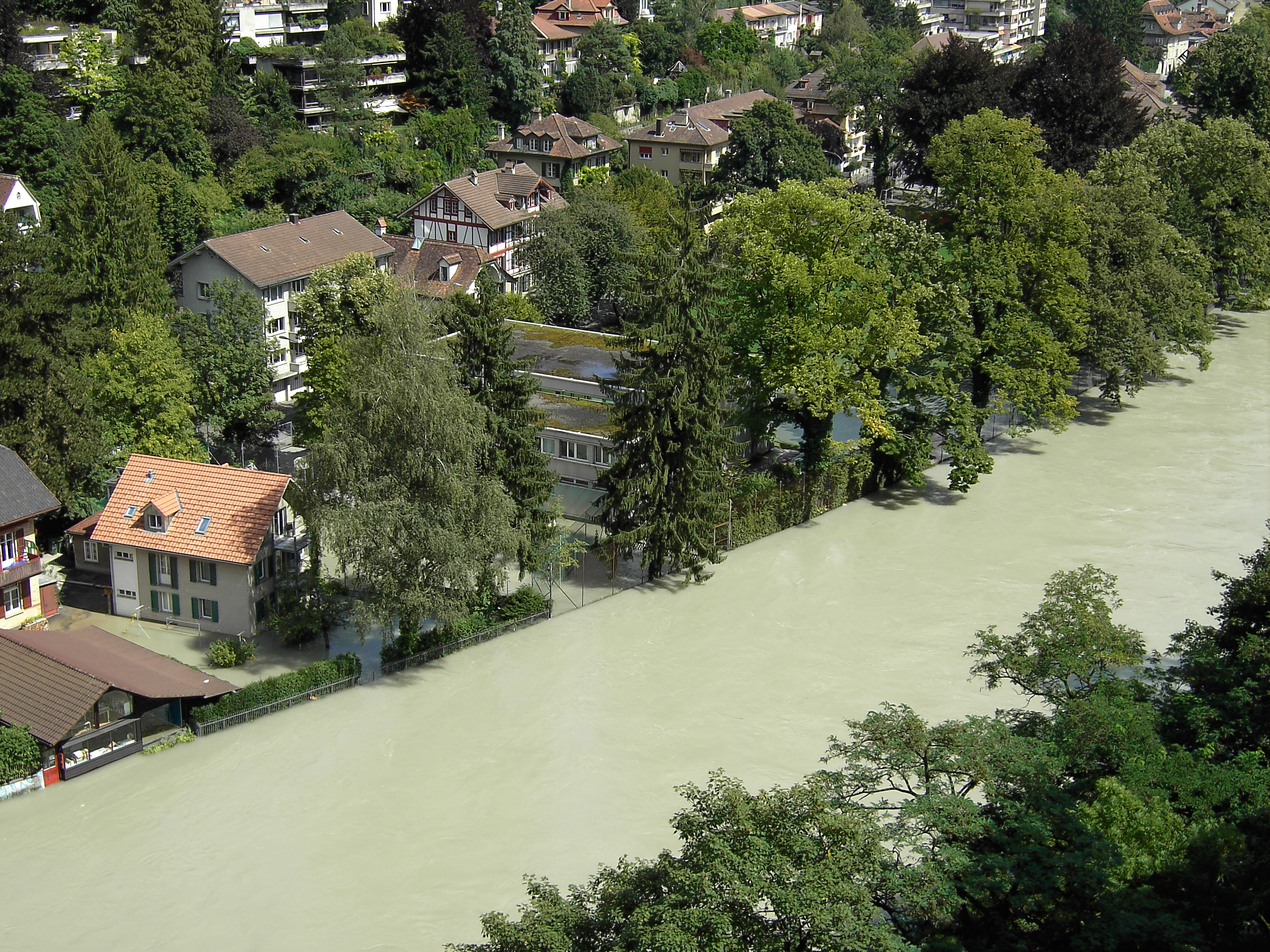
Débordement de l'Aar dans le quartier d'Altenberg à Berne le 24 août 2005.

Au cours de l'été 2005, la Suisse a connu d'importantes précipitations ayant conduit à de fortes inondations à travers le pays.

## Situation météorologique

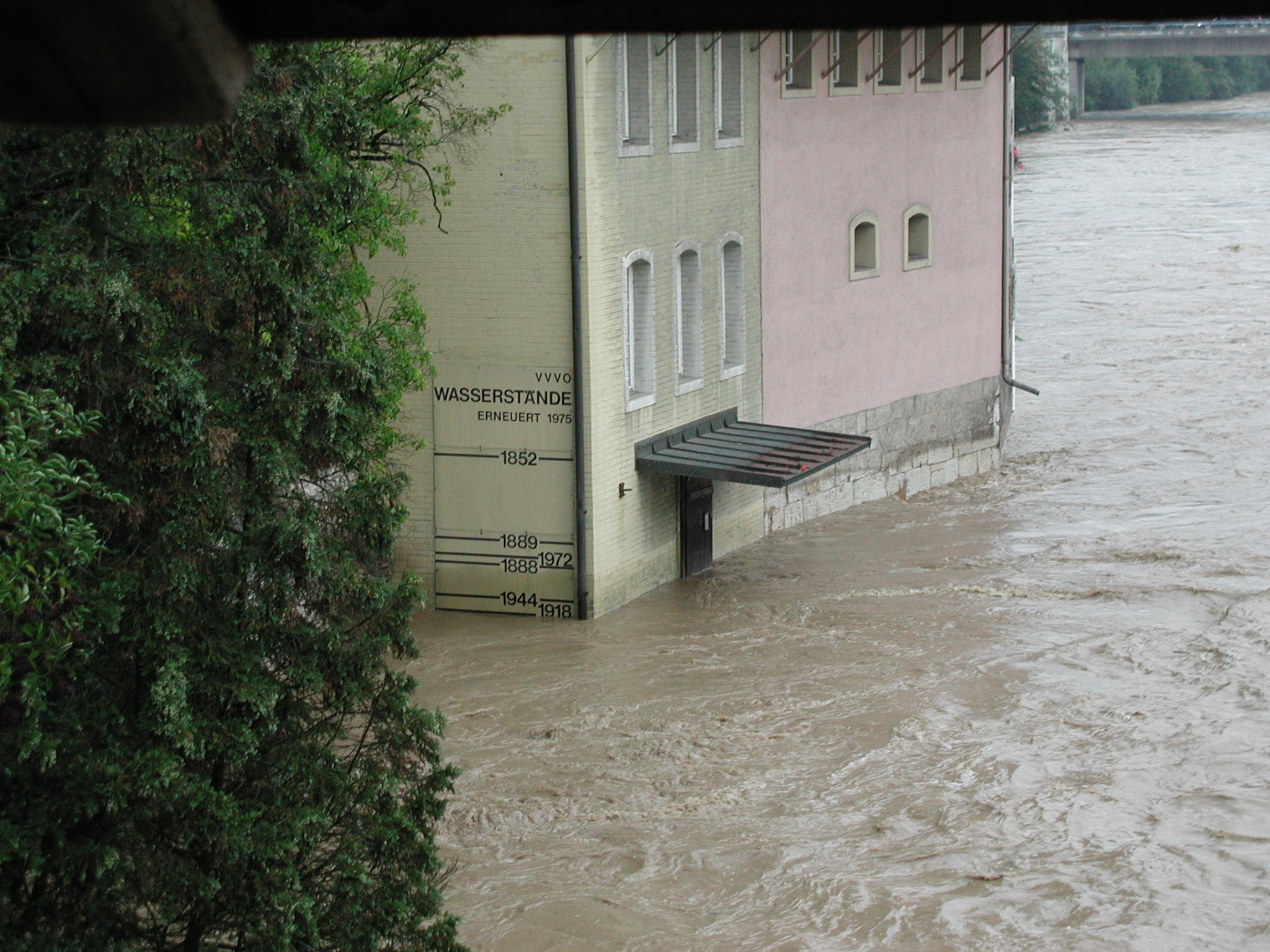
Niveaux des crues historiques de l'Aar à Olten le 22 août 2005.

Dans sa globalité l'année 2005 a été plus chaude et ensoleillée que la norme 1961-1990. Les pluies ont été plus faibles que cette normale. Cependant selon l'Office fédéral de météorologie et de climatologie, les pluies tombées les 21 et 22 août 2005 sont l'événement majeur de cette année.
Les 14 et 15 août le pays connait deux jours de pluie sur l'ensemble du territoire, mis à part le sud du Tessin. Suivent ensuite deux jours secs. Une zone dépressionnaire initialement présente sur les îles Britanniques se déplace alors vers la France. Sur le côté est de cette dépression des masses d'air très humides se positionnent sur la Suisse. De cette situation découlent des orages principalement situés en Suisse centrale le 18 août puis en Suisse orientale et méridionale les 19 et 20 août. Cette situation n'a rien d'exceptionnel, elle se reproduit chaque été. Cependant une dépression dite « au sol » s'est formée au-dessus du golfe de Gênes le 20 août. Cette dépression a ensuite migré vers l'est au-dessus du nord de l'Italie, de l'Adriatique et des Balkans. D'importantes masses d'air maritime chaud et humide ont alors circulé autour de cette dépression dans le sens inverse des aiguilles d'une montre. Ces masses d'air ont provoqué de violentes pluies persistantes les 21 et 22 août, d'abord sur les Préalpes et le Plateau, puis sur le versant nord des Alpes.
| Station de mesure | Précipitations (mm) | Record précédent |
| ----------------- | ------------------- | ---------------- |
| Einsiedeln        | 152 mm              | 142 mm en 1978   |
| Engelberg         | 190 mm              | 153 mm en 1991   |
| Marbach           | 181 mm              | 165 mm en 2004   |
| Meiringen         | 205 mm              | 159 mm en 1896   |
| Napf              | 178 mm              | 158 mm en 1990   |

Sélection de maxima locaux sur une période de 48 heures.

## Dégâts

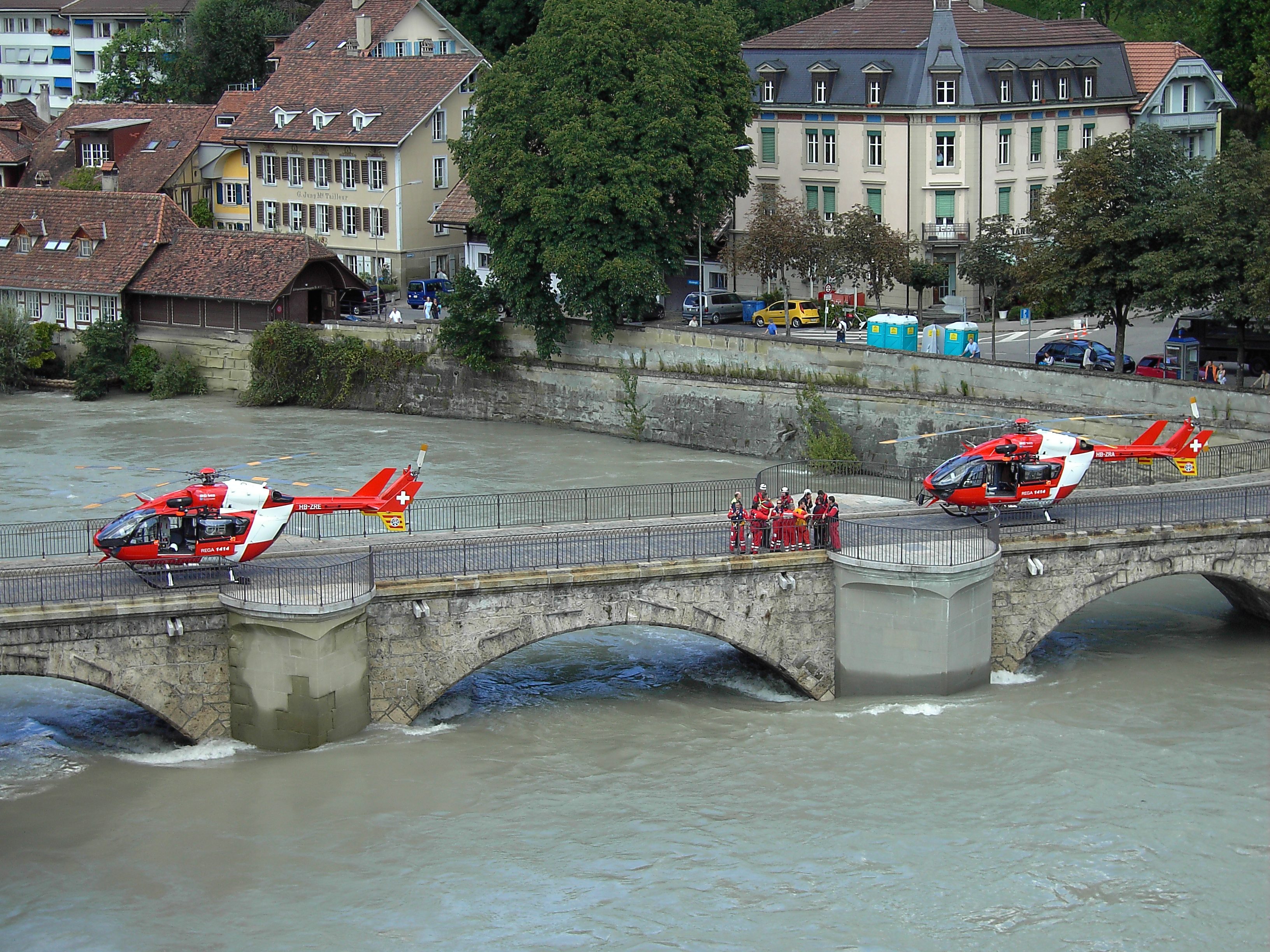
Hélicoptères de la REGA sur le pont de l'Untertor à Berne prêts à des évacuations par les airs le 22 août 2005.

Les dégâts provoqués par cet évènement se montent à trois milliards de francs suisses.